# Танго на облаке
«Танго на облаке» — седьмой студийный альбом российской рок-группы «Крематорий», записанный и выпущенный в 1994 году. Первый том концептуальной трилогии группы.

## История создания
По воспоминаниям Виктора Троегубова, работа над материалом шла с 1992 года, говорил об этом в том же году и сам Армен Григорян. Одни песни («Брат во Христе», «Jeff — белая кровь») исполнялись на концертах того периода (в частности, на квартирниках в МФТИ, составивших основу альбома «Unplugged» (1995)), другие (например, «Некрофилия») были написаны раньше и исполнялись ещё в конце 1980-х. Название «Танго на облаке» впервые было упомянуто Григоряном в 1992 году в одном из интервью, а через год оно появилось в информационном вкладыше «Двойного альбома», где говорится, что «Адольф» — песня «из следующего крематорского альбома» — публикуется на сборнике досрочно, однако в итоге в «Танго» песня не вошла.
К 1994 году у Армена Григоряна возникла мысль о создании концептуальной трилогии, позволяющей развить идею состояния индивидуума в трёх разных измерениях: пространства, времени и энергии, с единым сюжетом. «Танго на облаке» стал её первым томом. По замыслу автора, сюжет выстраивается вокруг путешествия мореплавателей к «Terra Incognita» на корабле времени, на котором происходит пересечение пространства, времени и снов. Также на этом альбоме Григорян пробует работать не только над смыслом песен, но и над фонетическими особенностями языка.
Запись альбома началась в январе 1994 года на студии Московского дворца молодёжи и продолжалась до марта. Аранжировщиком альбома выступил гитарист Андрей Мурашов, однако в буклете указано: «Аранжировки — КРЕМАТОРИЙ», также он является соавтором музыки к пяти песням альбома. В записи впервые принял участие Вячеслав Бухаров, сменивший ушедшего в 1993 году скрипача Михаила Россовского, но ещё не как скрипач, а как бэк-вокалист. Партии струнных исполнили сессионные музыканты — скрипачки Елена Крикловенская и Светлана Волочко и виолончелистка Гузель Галиагберова. Виктор Троегубов записал в четырёх песнях бэк-вокал (впоследствии он высказывал недовольство по поводу записи своих партий, считая, что его голос «задвинут на отдалённые задворки»). Альбом стал последним, записанным с его участием: через два месяца после записи альбома он покинул коллектив.
Презентация альбома прошла 1 июня в ДК им. Горбунова.
На песни «Брат во Христе» и «Танго на облаке» были сняты видеоклипы, являющиеся курсовыми работами студента ВГИКа, имя которого неизвестно.

## Обложка
Обложка, созданная художником Андреем Мельником (дизайн Василия Гаврилова), представляет собой психоделическую картину, на которой при внимательном рассмотрении можно увидеть женщину топлес, когтистую человеческую ступню и гуманоида в котелке с тесаком в руке. По замыслу художника, женщина символизирует любовь, тесак — смерть, а гуманоид — самого Григоряна.
Внутренний буклет и разворот CD и аудиокассет включают снятые Михаилом Грушиным фотографии группы в костюмах, напоминающих пиратские, что указывает на тему путешествий (как и надпись на первой странице буклета: «Действие происходит на корабле „Фантазия“ в легендарные времена»). По информации с официального сайта группы, костюмы для съёмок были предоставлены музыкантам театром «Сатирикон». Каждому музыканту дан свой образ, что также отмечено в буклете альбома: Андрей Сараев — Добряк Эндрю, Сергей Третьяков — Весёлый Роджер, Андрей Мурашов — Старпом Казанова, Вячеслав Бухаров — Ангел Смерти, Виктор Троегубов — Человек-Дым (по всей видимости, намёк на его группу «Дым»), сам же Армен Григорян — Капитан Сильвер. В этих же костюмах группа выступала на презентации альбома в ДК им. Горбунова (кадры с концерта были использованы в клипе на песню «Брат во Христе»).

## Издания
В 1994 году фирма «Moroz Records» выпустила альбом «Танго на облаке» на CD и аудиокассетах. Это первый альбом группы, основной тираж которого был изготовлен на заводе Sony DADC в Австрии. Диск включает 12-страничный буклет с текстами песен и фотографиями музыкантов.
В 1998 году та же фирма выпустила ремастированное переиздание альбома.

## Список композиций
Автор текстов и музыки — Армен Григорян, кроме отмеченных особо.
1. Невинный тунец (Фантазия) (А. Григорян, А. Мурашов)
2. Мурзилкины сны
3. Остров Сирен (А. Григорян, А. Мурашов)
4. Брат во Христе
5. Некрофилия (А. Григорян, А. Мурашов, С. Третьяков, А. Сараев)
6. Тру-ля-ля (А. Григорян, А. Мурашов)
7. Jedem das Seine (КРЕМАТОРИЙ)
8. Jeff — Белая кровь (Реквием для Ильи)
9. Бомба
10. Квазимодо (Конец идиота) (С. Третьяков, КРЕМАТОРИЙ)
11. Лазарь
12. Танго на облаке (А. Григорян, А. Мурашов)

## Участники записи
- Армен Григорян (Капитан Сильвер) — вокал, акустическая гитара
- Андрей Мурашов (Старпом Казанова) — гитара
- Сергей Третьяков (Весёлый Роджер) — бас-гитара
- Андрей Сараев (Добряк Эндрю) — ударные, кларнет (3), бэк-вокал (7, 11)
- Виктор Троегубов (Человек-Дым) — бэк-вокал (4, 5, 8, 10)
- Вячеслав Бухаров (Ангел Смерти) — бэк-вокал (2, 7, 11)

Приглашённые участники записи
- Елена Крикловенская (Сирена, Ангел Любви) — скрипка, бэк-вокал (2, 5, 12)
- Светлана Волочко (Сирена) — скрипка
- Гузель Галиагберова (Сирена) — виолончель
- Олег Степурко (Трубач Армагеддона) — флюгельгорн (2, 3, 9)

## Критика
Виктор Троегубов в своей книге «Жизнь в „Крематории“ и вокруг него» отметил, что запись получилась «прозрачной и чистенькой», благодаря вкладу Андрея Мурашова.
Художник Василий Гаврилов, оформивший альбом, в биографической части совместной с Арменом Григоряном книги «Крематорий. Клубника со льдом. Песни» дал краткую характеристику альбому: «Прекрасно аранжированный и чётко записанный компакт местами производит впечатление слишком холодного и искусственного».